# 曼克里克
曼克里克（西班牙語：Man Creek），是巴拿馬的城鎮，位於該國西北部，由恩戈貝-布格雷特區的希龍代區負責管轄，面積213平方公里，2010年人口4,248，人口密度每平方公里19.9人。